# 广西虎刺
广西虎刺（学名：Damnacanthus guangxiensis）为茜草科虎刺属下的一个种。其种加词“guangxiensis”意为“广西的”。